# A Fortuna dos Rougon
A fortuna dos Rougon é um romance escrito pelo francês Émile Zola e publicado em 1871. Primeira obra da série Rougon Macquart.